# یواس‌اس ساترلی (دی‌دی-۶۲۶)
یواس‌اس ساترلی (دی‌دی-۶۲۶) (به انگلیسی: USS Satterlee (DD-626)) یک کشتی بود که طول آن ۳۴۸ فوت ۳ اینچ (۱۰۶٫۱۵ متر) بود. این کشتی در سال ۱۹۴۲ ساخته شد.